# トマ・アンドラーシュ
トマ・アンドラーシュ（Toma András, 1925年12月5日 - 2004年3月30日）は、第二次世界大戦の捕虜となり53年もの間ソビエト連邦・ロシアで幽閉されたハンガリー人兵士である。第二次世界大戦最後の捕虜として知られる。

## 概要
ウーイフェヘールトー(Újfehértó)で生まれる。トマは1944年、第二次世界大戦下においてナチス・ドイツの支配下にあったハンガリー軍に徴兵されたが、1945年初めのポーランド・クラクフでの戦闘でソビエト連邦軍の捕虜となった。トマはドイツ語もロシア語も解することができず、更にはトマ自身の身元を確認出来る証明が無かったことから、モスクワから700km離れたコテリニチにある精神病院に収容された。トマはハンガリー語で訴えかけるもハンガリー語を理解できない病院関係者によって精神病者と決めつけられ、強制的に投薬治療を受けさせられた。以来、ソビエト連邦が崩壊されてなお10年近く経過するまでに渡って精神病院に幽閉されていた。

### 偶然の面会
1999年末、病院を訪問したスロバキア人医師が偶然トマと面会し、トマが発する言葉がハンガリー語であると判明した。ようやくトマがハンガリー人であると明らかになった。この事実が知れ渡り、遂にトマは釈放されるに至った。第二次世界大戦最後の捕虜として、国民的英雄として祖国ハンガリーに帰国した。

### その後
しかし、トマはこれまで精神病院で53年間にも及ぶ投薬治療を受けており、薬物の影響で本当の精神異常を患っていた。トマは自分の名前さえまともに口にすることができなくなっていた。
後にトマの親戚であると80人余りの人が訴え出た。その中でDNA鑑定の結果、実の妹が判明し、トマはこの妹と共に晩年を過ごした。
ニーレジハーザで没、78歳。埋葬地もニーレジハーザ。